# Río Guadamatilla
Río Guadamatilla este o arie protejată (arie specială de conservare — SAC, sit de importanță comunitară — SCI) din Spania întinsă pe o suprafață de 79,6 ha, integral pe uscat.

## Localizare
Centrul sitului Río Guadamatilla este situat la coordonatele 38°24′24″N 5°04′40″W / 38.4068°N 5.0777°V.

## Înființare
Situl Río Guadamatilla a fost declarat sit de importanță comunitară în decembrie 2000 pentru a proteja 1 specie de plante și 8 specii de animale. Situl a fost protejat și ca arie specială de conservare în martie 2015.

## Biodiversitate
Situată în ecoregiunea mediteraneană, aria protejată conține 5 habitate naturale: Roci stâncoase cu vegetație pionieră de Sedo-Scleranthion sau Sedo albi-Veronicion dillenii, Dehesas cu Quercus spp. perene, Pajiști umede mediteraneene cu ierburi înalte de Molinio-Holoschoenion, Tufărișuri termo-mediteraneene și de pre-deșert, Galerii și tufărișuri riverane sudice (Nerio-Tamaricetea și Securinegion tinctoriae).
La baza desemnării sitului se află mai multe specii protejate:
- plante (1): Marsilea batardae
- păsări (1): pescăruș albastru (Alcedo atthis)
- mamifere (2): vidră de râu (Lutra lutra), râs iberic (Lynx pardinus)
- pești (4): Cobitis paludica, Iberochondrostoma lemmingii, Luciobarbus comizo, Squalius alburnoides
- reptile (1): Mauremys leprosa